# Vođenica
Vođenica (szerbül: Вођеница) szerb falu Bosznia-Hercegovinában, a Bosznia-hercegovinai Föderáció Una-Szanai kantonjában, Bosanski Petrovac községben.

## Fekvése
Bosznia-Hercegovina nyugati részén, Bihácstól légvonalban 37, közúton 44 km-re délkeletre, Bosanski Petrovactól légvonalban 11, közúton 14 km-re északnyugatra, a Grmeč-hegységben, a Željeznik csúcsának közelében, a Bosanski Petrovac - Bosanska Krupa út mellett található. Két része van. A kevésbé lakott és magasabban (Grmeč lejtőin) fekvő Gornja Vođenica és Donja Vođenica, amely alacsonyabban, a sűrűn lakott a Petrovaci-síkságon fekszik. Talaja erősen sziklás. A Vođenica nevű időszakos patak a Željeznik (1274 m) alatt bukkan elő, amely egyben a forrás gyűjtőterülete is. A Vođenica-patak forrásvidékén több mint 50 forrás található, ezért a falunak ezt a részét Vrelának hívják. A legbővízűbb forrás a Stublići, és említésre méltók még a Dražići, a Crno vrelo, a Zanoglina és a Pećina vrelo. A Vođenica-patak a legbővebb vizű patak petrovaci térségében, egykor több mint 40 vízimalom működött rajta. A legmagasabb vízállás idején a Petrovaci-mező síkságán, Trnjaci víznyelőben bukik a föld alá.

## Népessége
| Nemzetiségi csoport | Népesség 1991 | Népesség 2013 |
| ------------------- | ------------- | ------------- |
| Szerb               | 509           | 178           |
| Bosnyák             | 0             | 0             |
| Horvát              | 1             | 3             |
| Jugoszláv           | 6             | 0             |
| Egyéb               | 46            | 3             |
| Összesen            | 562           | 184           |

## Története
Vođenicától délre találhatók a tágas Obljaj erőd maradványai. Ez egy illír erődített település volt, melynek nagyméretű kősáncai kb. másfél-két hektáros területet kerítettek. A településen belül egy külön erőd is található. A lelőhely teljes területén találtak kerámiát és háztartási eszközöket, melyek a bronzkorból és a korai vaskorból származnak. Vođenicától nyugatra található egy rom, amit a nép "Drenovac"-nak hív. Az egykori építmény téglából és habarcsból épült, így arra lehet következtetni, hogy a római korból származik. Magán Vođenicán egy középkori templom romja is található, ahol templomi tárgyakat találtak, környezetében pedig rengeteg óboszniai (bogumil) sírkő található félhold- és keresztdíszítésekkel.

### Török kor
Vođenica először 1574-ben szerepel a török forrásokban Vodenica nahije néven. Petar Rađenović etnográfus „Bjelajsko polje i Bravsko” (1923) című munkájában azt írja, hogy Vođenicában 1803-ban kilenc szerb és hét bég tulajdonú ház volt. A bégek Gornja Vođenicában éltek, és birtokolták a terüéet legnagyobb részét. Akkoriban a Vođenicán élő szerb családok a Jokići, Latkovići, Stupari, Ćurguzi, Kerkezi, Tešići, Jelicići, Dragići és a Popadići családok voltak. A szerb családok a bégek hűbéresei voltak, az egész Vođenica pedig Kulenović és Ibrahimpašić hűbérurak birtokában volt.
Rađenović művében elmondja, hogy a szerbiai házak száma 1860-ban 17-re nőtt, és a szerb családok számának legnagyobb növekedése a boszniai krajnai felkelés (1875-1878) után következett be, amikor nagyszámú likai szerb család telepedett le Vođenicára. Rađenović szerint hét évvel a boszniai krajnai felkelés előtt a Gornja Vođenica bégei mecsetet építettek, és ennek romjai 1923-ban még láthatóak voltak. 1887-ben Kosta Kovačević pap a „Dabro-bosanski istočnik” című folyóiratban leírta, hogy a bégek házai leégtek a felkelésben, és a bégek Bosanski Petrovacba és Kulen Vakufba költöztek.

### Osztrák-magyar uralom

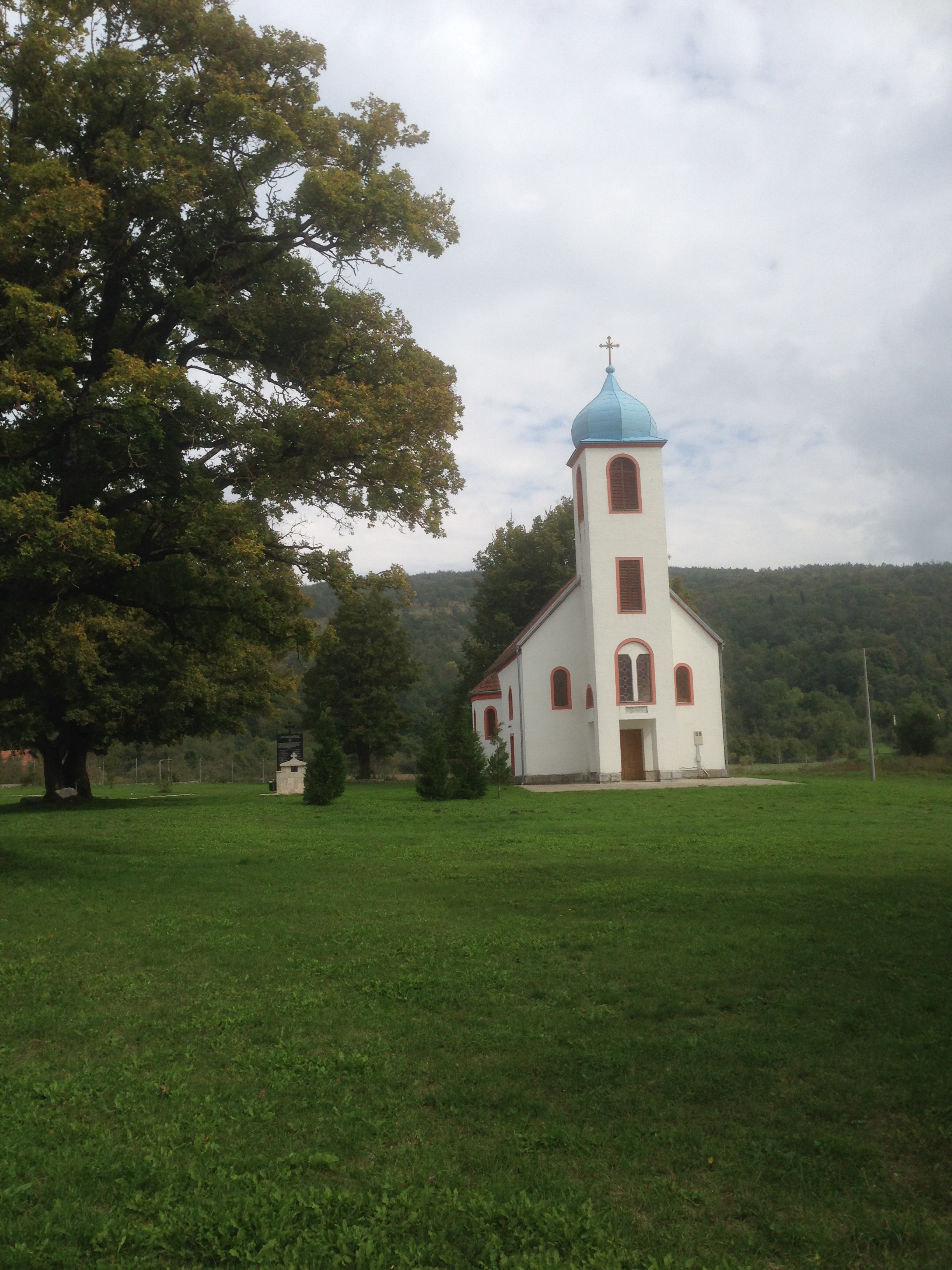
A falu felújított ortodox temploma

A feudális kiváltságokat Bosznia-Hercegovina Ausztria-Magyarország általi annektálása után is megőrizték, és a feudális birtokos osztály továbbra is az osztrák-magyar uralom fontos pillére maradt Bosznia-Hercegovinában. Az osztrák-magyar összeírások szerint Vođenicán nem voltak szabad parasztok, minden paraszt jobbágyi kapcsolatban állt a bégekkel. Vođenica első iskolája Pauline Irbi brit filantróp adományából 1879-1880 között épült. A helyi lakosság azonban hamarosan rögtönzött templomként kezdte használni az iskolát. A vođenicai templom 1912-1913 között épült. Vođenica, Skakavac és Brestovac lakosainak hozzájárulása, valamint Miloš Miladinović építész tervei szerint. Az 1910-es népszámlálás során Vođenica az azonos nevű Vođenica község székhelye volt, amelynek a népszámlálás szerint 1453 lakosa volt (689 férfi és 764 nő).

### A Jugoszláv Királyság és a második világháború idején
Az Szerb-Horvát-Szlovén Királyság megalakulásával agrárreformot hajtottak végre, és felszámolták a vođenicai bégek korábbi feudális birtokait. Vođenica volt az azonos nevű község központja 1938-ig, amikor  rendelettel egyesítették Bosanski Petrovac településsel, és az „Opština bosansko-petrovačka” nevet kapta.
A Jugoszláv Királyság tengelyhatalmak általi megszállása után Vođenica 1941 áprilisában a Független Horvát Állam (NDH) része lett. Ezt követően bontakozott ki a boszniai szerbek ellenállása a horvát hatalommal szemben. Vođenicán 1941. július 27-én megalakult a vođenicai partizánosztag, amely Vođenica, Suvaja, Skakavac és Brestovac harcosaiból állt.
A csapat egyik első akciója egy usztasa teherautó elleni támadás volt, amely elfogott civileket szállított Krnjeušából Bosanski Petrovacba, amelynek során hat túszt szabadítottak ki. A vođenicai osztag is részt vett az addig usztasa irányítása alatt álló Krnjeuša elleni támadásban. A támadás során egy tarackot is használtak, amelyet korábban a vrtočei felkelők zsákmányoltak.
A vođeničai osztag első parancsnoka Zdravko Čelar volt, egészen 1942 elejéig, amikor a Boszniai Krajina újonnan alapított „Proletár” zászlóaljának parancsnokává léptették elő. Čelar helyét Marko Jokić vette át, és a csapat továbbra is önállóan működött Petrovac térségében 1942 nyaráig, amikor a harmadik krajinai „Proletár” rohamdandárba integrálták. Marko Jokić 1944. május 25-én halt meg a német ejtőernyősekkel vívott csatában Drvar mellett, majd a háború után nemzeti hősnek nyilvánították. Zdravko Čelart szintén nemzeti hősnek nyilvánították, és róla nevezték el Čelarevót, a vajdasági német falut, amelyet 1945 után, miután a németeket onnan elűzték és táborokba hurcolták, boszniai krajnai telepesekkel telepítettek be. Az 1913-ban épült vođenicai ortodox templomot 1941. augusztus 2-án az usztasák felgyújtották.

### A szocialista Jugoszlávia és a boszniai háború

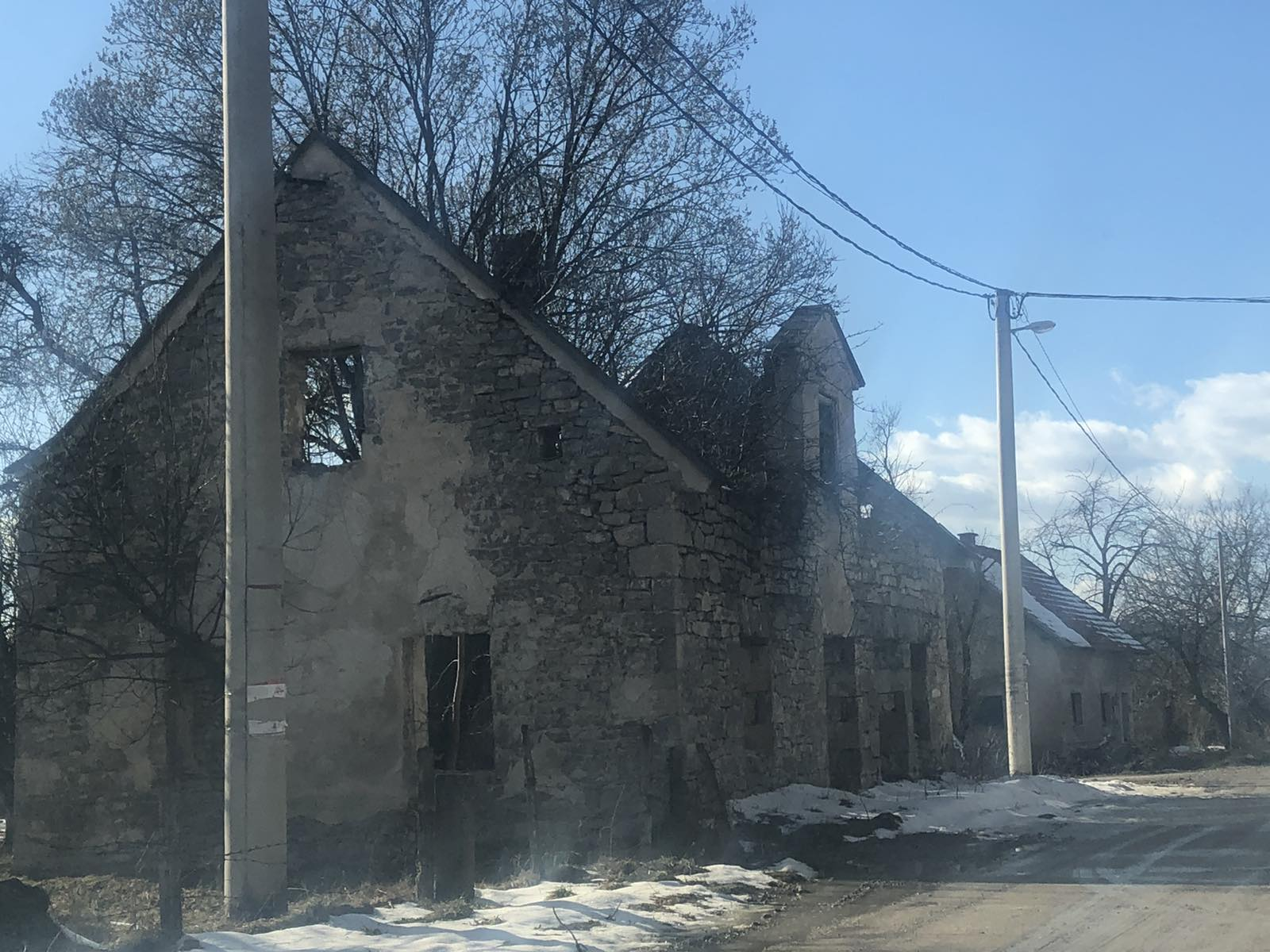
A boszniai háború idején lerombolt ház

Az 1950-es években a vođenicai iskola mellett emlékművet állítottak a Jugoszláv Népi Felszabadító Hadsereg mártírhalált halt vođenicai és brestovaci harcosainak. A hetvenes években a régi emlékműtől nem messze szocreál stílusú betonemléket állítottak a fasiszta terror elesett vođenicai, brestovaci, suvajai és skakavaci harcosainak és áldozatainak.
A bosznia-hercegovinai háború alatt (1992-1995) Vođenica az önhatalmúan kikiáltott Boszniai Szerb Köztársaság akkori területének része volt. 1995 szeptemberében a horvát és bosnyák erők Misztrál elnevezésű közös hadműveletében Bosanski Petrovac a Bosznia-hercegovinai Köztársaság Hadserege 5. hadtestének irányítása alá került, a helyi szerb lakosság által korábban elhagyott Vođenicát pedig felégették és kifosztották. A vođenicai templom, amelynek helyreállítása 1991-ben kezdődött, 1995-ben ismét leégett. A bosznia-hercegovinai ügyészség Atif Dudaković tábornokot gyanúsítja a templom felgyújtásával. Az elesett partizánharcosok emlékművei is megsérültek, a szocreál emlékműről eltávolították az elesett harcosok neveit tartalmazó márványtáblákat, és letörték a megölt suvajai civilek neveit tartalmazó emléktáblát.

## Nevezetességei

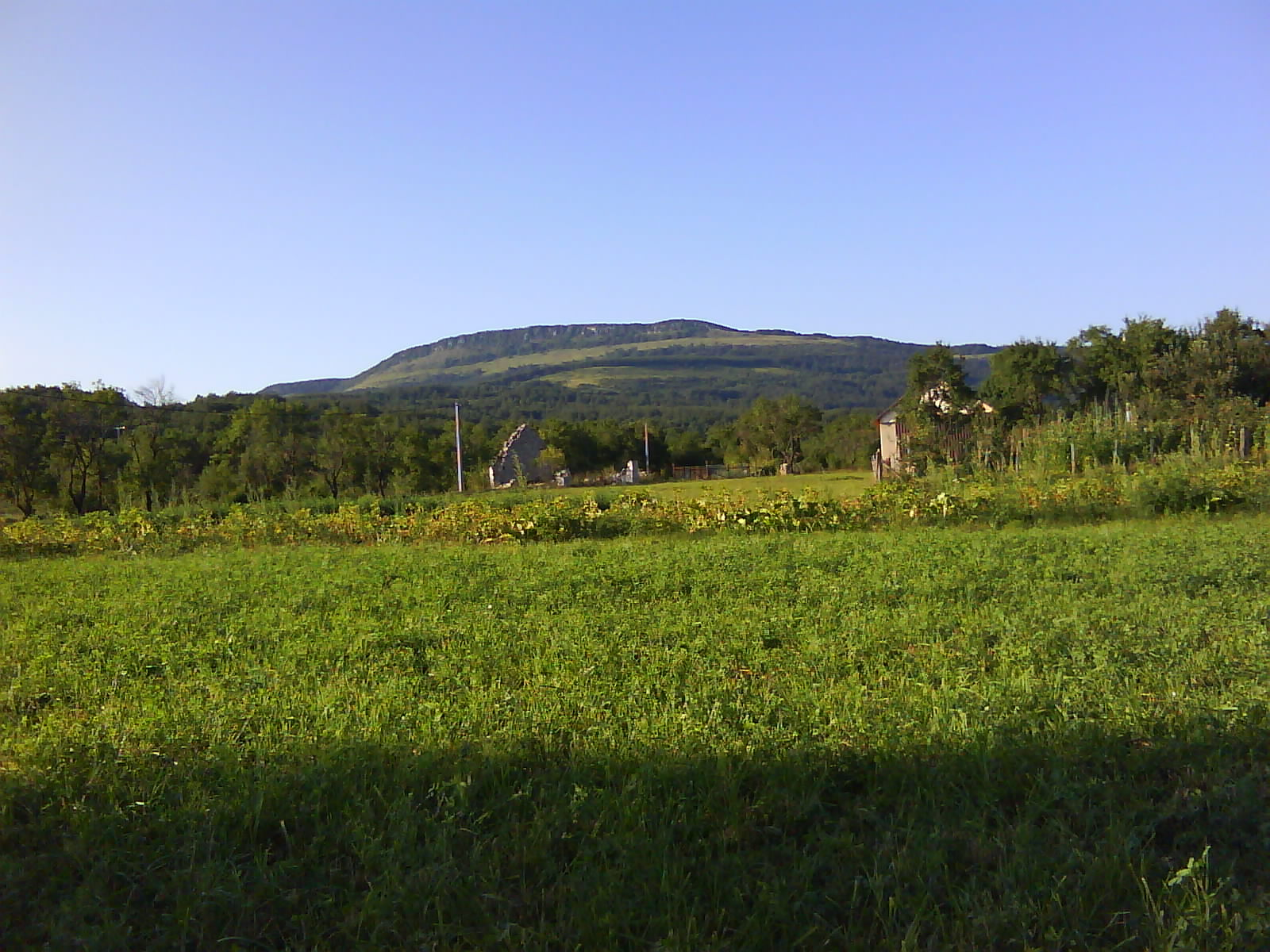
A Željeznik-hegy látképe Gornja Vođenicából

- A falu ortodox temploma 1913-ben épült. 1941-ben felgyújtották, majd az 1991-ben helyreállított templomot 1995-ben ismét felgyújtották. A boszniai háború után újjáépítették.

- Crkvina – a falu középkori templomának és temetőjének maradványai. A romok alapján a templom 12 méter hosszú és 6 méter széles volt, mely területen az ásatások során liturgikus tárgyak és fegyverek kerültek elő. A tempom körül mintegy 40, tábla és szarkofág formájú stećak maradt fenn kereszt és félhold díszítéssel.[23]

- Drenovac – római téglaépület maradványai az 1-4. századból.[23]

- Gradina – ókori erődített település maradványai, melynek kőfalai kb. másfél-két hektáros területet kerítettek.[23]

## Híres emberek
- Hrizostom Jević, a Szerb Ortodox Egyház dabro-boszniai metropolitája.

- Marko Jokić, a drvarsko-petrovai partizánkülönítmény parancsnoka, Jugoszlávia nemzeti hőse.

- Marko Stupar szerb festőművész.

## Fordítás
- Ez a szócikk részben vagy egészben  a   Vođenica című bosnyák Wikipédia-szócikk ezen változatának fordításán alapul.  Az eredeti cikk szerkesztőit annak laptörténete sorolja fel. Ez a jelzés csupán a megfogalmazás eredetét és a szerzői jogokat jelzi, nem szolgál a cikkben szereplő információk forrásmegjelöléseként.
- Ez a szócikk részben vagy egészben  a(z)   Вођеница című szerb Wikipédia-szócikk ezen változatának fordításán alapul.  Az eredeti cikk szerkesztőit annak laptörténete sorolja fel. Ez a jelzés csupán a megfogalmazás eredetét és a szerzői jogokat jelzi, nem szolgál a cikkben szereplő információk forrásmegjelöléseként.